# Игрок (фильм, 1974)
«Игрок» (англ. The Gambler) — кинофильм режиссёра Карела Рейша, вышедший на экраны в 1974 году. Исполнитель главной роли Джеймс Каан номинировался на премию «Золотой глобус» за лучшую мужскую роль в драматическом фильме. В 2014 году режиссёр Руперт Уайатт снял ремейк ленты с Марком Уолбергом в главной роли.

## Сюжет
Преподаватель литературы Аксель Фрид — завсегдатай игровых заведений и букмекерских контор, в том числе нелегальных. Свою страсть к игре он обосновывает соображениями, почерпнутыми из «Игрока» Достоевского. После одной особенно неудачной ночи Аксель оказывается должен 44 тысячи долларов. Он мечтает отыграться на спортивных ставках, но никто из его полукриминальных знакомых не испытывает желания ссудить ему денег. Кредиторы же должны прийти со дня на день и отнюдь не настроены миролюбиво. Аксель в отчаянии обращается к матери, которая снимает со счетов все свои сбережения, чтобы помочь сыну. Он обещает тут же вернуть долг, однако оказывается не в состоянии удержаться и отправляется со своей подругой Билли в Лас-Вегас.
В ходе игры в казино Аксель поднимает нужную карту, но поскольку он одновременно поставил деньги на баскетбольные матчи в целом он проигрывается. Попытки найти деньги бесполезны. От Акселя уходит его девушка Билли. Криминальный авторитет, к которому перешёл его долг, находит единственный способ исправить ситуацию. В группе Акселя один из студентов известный баскетболист. Аксель вынужден предложить парню взятку на то, что тот сыграет договорной матч с тем, чтобы сделать определенный разрыв в очках. План, не без вмешательства случайностей, удаётся и долг Акселя прощен.
После игры в смешанных чувствах Аксель отправляется в негритянский квартал, хотя его отговаривают. Там он пытается снять проститутку. Между ним и сутенером проститутки вспыхивает перебранка и сутенер выхватывает нож. Сначала Аксель предлагает себя убить и затем сам избивает его до полусмерти.

## В ролях
- Джеймс Каан — Аксель Фрид
- Пол Сорвино — Хипс
- Лорен Хаттон — Билли
- Моррис Карновски — Ловенталь, дед Акселя
- Жаклин Брукс — Наоми Фрид, мать Акселя
- Берт Янг — Кармине
- Кармине Кариди — Джимми
- М. Эммет Уолш — игрок в Лас-Вегасе
- Джеймс Вудс — банковский клерк